# (6383) Tokushima
(6383) Tokushima (1988 XU1) – planetoida z pasa głównego asteroid okrążająca Słońce w ciągu 5,2 lat w średniej odległości 3 j.a. Odkryta 12 grudnia 1988 roku.